# Australian Open 1980
L'Australian Open 1980 è stata la 69ª edizione dell'Australian Open e ultima prova stagionale dello Slam per il 1980. Si è disputato dal 24 al 30 novembre 1980 sui campi in erba del Kooyong Stadium di Melbourne in Australia. Il doppio misto non si è disputato.

## Partecipanti uomini

### Teste di serie
| Nazionalità | Giocatore        | Ranking | Testa di serie |
| ----------- | ---------------- | ------- | -------------- |
| Argentina   | Guillermo Vilas  | 4       | 1              |
| Stati Uniti | Ivan Lendl       | 6       | 2              |
| Argentina   | José Luis Clerc  | 8       | 3              |
| Stati Uniti | Vitas Gerulaitis | 9       | 4              |
| Stati Uniti | Brian Gottfried  | 11      | 5              |
| Stati Uniti | John Sadri       | 14      | 6              |
| Stati Uniti | Victor Amaya     | 16      | 7              |
| Stati Uniti | Brian Teacher    | 17      | 8              |
| Francia     | Yannick Noah     | 21      | 9              |
| Stati Uniti | Bill Scanlon     | 26      | 10             |
| Paraguay    | Víctor Pecci     | 31      | 11             |
| Australia   | Paul McNamee     | 33      | 12             |
| Stati Uniti | Peter Fleming    | 35      | 13             |
| Australia   | Kim Warwick      | 36      | 14             |
| Australia   | Peter McNamara   | 39      | 15             |
|             | n/a              |         | 16             |

### Altri partecipanti
I seguenti giocatori sono passati dalle qualificazioni:

- Chris Johnstone
- Mike Estep
- Charlie Fancutt
- Jay Lapidus
- Chris Kachel
- John Trickey

## Risultati

### Singolare maschile
Brian Teacher ha battuto in finale  Kim Warwick con il punteggio di 7–5, 7–6, 6–3

### Singolare femminile
Hana Mandlíková ha battuto in finale  Wendy Turnbull con il punteggio di 6–0, 7–5

### Doppio maschile
Mark Edmondson /  Kim Warwick hanno battuto in finale  Peter McNamara /  Paul McNamee con il punteggio di 7–5, 6–4

### Doppio femminile
Betsy Nagelsen /  Martina Navrátilová hanno battuto in finale  Ann Kiyomura /  Candy Reynolds con il punteggio di 6–4, 6–4

### Doppio misto
Il doppio misto non è stato disputato tra il 1970 e il 1985.

## Junior

### Singolare ragazzi
Craig A. Miller ha battuto in finale  Wally Masur con il punteggio di 7–6, 6–2

### Singolare ragazze
Anne Minter ha battuto in finale  Elizabeth Sayers con il punteggio di 6–4, 6–2

### Doppio ragazzi
Torneo iniziato nel 1981

### Doppio ragazze
Torneo iniziato nel 1981